# Língua romanche
A língua romanche,  também chamada de grisão, é uma das quatro línguas nacionais da Suíça, juntamente com a língua alemã, a língua italiana e a língua francesa. Pertence ao ramo reto-românico das línguas romanas, juntamente com o ladino-dolomita, falado na região de Trentino-Alto Ádige, e o friulano, falado no Friul-Veneza Júlia, norte da Itália.
O romanche é utilizado por cerca de 60.000 pessoas, o que representa menos de 1% dos 7,4 milhões de habitantes da Suíça, por isso é considerada uma língua ameaçada de extinção. É a língua oficial menos falada do país, sendo o seu uso, inclusive, superado por outras línguas não oficiais, como o servo-croata e o português, usadas por imigrantes.  

## Etimologia
A língua surgiu da mistura entre o latim vulgar, falado pelos soldados romanos que no ano de 15 a.C. conquistaram parte da atual região dos Grisões, e a língua récia, falada pelos nativos da região dominada. 
A origem da palavra "romanche" é desconhecida, porém sabe-se da etimologia de seus dialetos:
Sursilvan: relaciona-se a região de Sursilva -  "sur" (acima) e "silva" (selva). É falado na região do Vale do Vorderrhein (Reno anterior).
Sutsilvan: "sut" (abaixo) e "silva" (selva). É falado na região do Vale do Hinterrhein (Reno posterior).
Vallader: "val" (vale). É falado na Baixa Engadina.
Putèr:  "put" (mingau) -  acredita-se que vem do apelido "comedores de mingau". É falado na Alta Engadina.
Surmiran: vem da região de Sursilva, que por sua vez vem de "sur" (acima) e "meir" (parede). É falado na região dos Vales dos rios Gelgia e Albula.
Jauer: vem do pronome pessoal "jau" (eu). Significa "os que falam jau".

## História

Áreas de presença histórica ou atual do romanche

O primeiro registro escrito da língua romanche data de 1552, na forma de uma lição de catecismo chamada Christiauna fuorma, registrada por Jacob Bifrun no dialeto Engadino. Uma tradução em romanche do Novo Testamento foi publicada em 1560.
Até 1938, quando teve o seu status reconhecido, o romanche não era uma língua oficial da Suíça.

## Distribuição linguística
O cantão dos Grisões, maior reduto do romanche, é o único considerado trilíngue da Suíça, pois lá são falados também o alemão e o italiano.
Como exemplos de cidades onde a língua romanche é dominante, podem-se citar, entre outras: Disentis/Mustér (75% da população), Zernez (61%) e Müstair (73%).
Por ser uma língua minoritária, os falantes de romanche são obrigados a aprender o alemão, tanto oficial (Hochdeutsch) como o dialeto suíço local (Schwizerdütsch), para ter acesso aos melhores empregos e à maioria das instituições federais no país.
O romanche não se trata de uma Língua única, mas de um conjunto de seis dialetos naturais (sendo eles Sursilvan, Sutsilvan, Vallader, Putèr, Surmiran e Jauer) e um artificialmente criado em 1982, denominado Rumantsch Grischun, cujo objetivo era padronizar a comunicação entre os grupos de falantes.

## Ortografia
A ortografia do romanche foi unificada pelo linguista Heinrich Schmid, em 1982. Essa tentativa visava facilitar a comunicação entre os falantes do Baixo Engadino (Vallader), Alto Engadino (Puter), Sobremirano (Surmiran), Subselvano (Sutsilvan) e Sobresselvano (Sursilvan), pois cada grupo tinha sua própria norma ortográfica. Essa nova escrita, chamada Rumantsch Grischun (em romanche), inicialmente não foi muito bem aceita pelos falantes do idioma, mas cada vez mais é difundida pela região. Alguns dialetos possuem diferenças tão marcantes que dois falantes de grupos distintos do romanche podem preferir o alemão para se comunicar.
Abaixo é possível encontrar uma tabela sobre as letras presentes no romanche, em suas versões maiúsculas e minúsculas, assim como os seus respectivos nomes:
| Maiúsculas |    |     |    |   |    |     |    |   |            |    |    |    |   |    |    |    |    |    |   |    |     |      |
| A          | B  | C   | D  | E | F  | G   | H  | I | J          | L  | M  | N  | O | P  | Q  | R  | S  | T  | U | V  | X   | Z    |
| Minúsculas |    |     |    |   |    |     |    |   |            |    |    |    |   |    |    |    |    |    |   |    |     |      |
| a          | b  | c   | d  | e | f  | g   | h  | i | j          | l  | m  | n  | o | p  | q  | r  | s  | t  | u | v  | x   | z    |
| Nomes      |    |     |    |   |    |     |    |   |            |    |    |    |   |    |    |    |    |    |   |    |     |      |
| a          | be | tse | de | e | ef | ghe | ha | i | jot/i lung | el | em | en | o | pe | ku | er | es | te | u | ve | iks | tset |

### Dialetos
A diferença entre as variedades de romanche está apresentada nas frases abaixo, que significam "a raposa teve mais uma vez fome" (trecho retirado da fábula A Raposa e o Corvo, presente na seção "Exemplos de textos em Romanche"):
Rumantsch Grischun:
La vulp era puspè ina giada fomentada.
Baixo Engadino (Vallader):
La vuolp d'eira darcheu üna jada fomantada.
Alto Engadino (Putèr):
La vuolp d'eira darcho üna vuota famanteda.
Sobremirano (Surmiran):
La golp era puspe eneda famantada.
Subselvano (Sutsilvan):
La gualp eara puspe egn'eada fumantada.
Sobresselvano (Sursilvan):
L'uolp era puspei inagada fomentada.
Jauer
La uolp d’era darchiau üna jada fomantada.
A distância geográfica e as condições topográficas das regiões na Suíça em que se fala o romanche, somadas a fatores socioeconômicos, foram responsáveis pela fragmentação da língua ao longo dos séculos. As diferentes ortografias são exemplos dessa divisão dialetal.

## Fonologia

### Romanche falado
Trecho de romanche falado.ⓘ

### Consoantes
As consoantes do romanche estão representadas no quadro abaixo:
|              | Bilabiais | Labiodentais | Alveolares | Palatoalveolares | Pós-alveolares | Palatais | Velares | Uvulares | Glotais |
| ------------ | --------- | ------------ | ---------- | ---------------- | -------------- | -------- | ------- | -------- | ------- |
| Oclusivas    | p b       |              | t d        |                  |                |          | k g     |          |         |
| Africadas    |           |              | ts         | tɕ dʑ            | tʃ             |          |         |          |         |
| Nasais       | m         |              | n          |                  |                | ɲ        | ŋ       |          |         |
| Fricativas   |           | f v          | s z        |                  | ʃ ʒ            | ç        |         | ʁ        | h       |
| Aproximantes |           |              | r          |                  |                | j        |         |          |         |
| Laterais     |           |              | l          |                  |                | ʎ        |         |          |         |

Além das consoantes acima, também é possível identificar a aproximante labiovelar (w) que não se encaixa em nenhuma posição da tabela acima por se tratar de uma consoante complexa.

### Vogais
Os fonemas vogais do romanche são os seguintes:
|               | Anterior | Quase anterior | Central | Quase Posterior | Posterior |
| ------------- | -------- | -------------- | ------- | --------------- | --------- |
| Fechada       | i y      |                |         |                 | u         |
| Quase fechada |          |                |         | ʊ               |           |
| Semifechada   | e ø      |                |         |                 | o         |
| Média         |          |                | ə       |                 |           |
| Semiaberta    |          | ɛ              | ɐ       |                 | ɔ         |
| Aberta        |          |                | a       |                 |           |

### Elementos suprassegmentais
Os Elementos suprassegmentais utilizados no romanche são os seguintes:
Acento Tônico          (determina ênfase, como em João [ʒuˈɐ̃w])
Acento secundário  (determina uma ênfase secundária, inferior à do acento tônico, como em Vila-Chã [ˌvilɐˈʃɐ̃])
Quebra Silábica       (Indica uma troca de sílabas, como em Rio [ˈʁi.u])
Vogal longa              (indica que a vogal se mantém um tempo maior do que o normal)
Sinal de semivogal (Indica que a vogal apresenta menor abertura do canal bucal)

### Tabela de uso de sons
| Ortografia | IPA                                       | Exemplos                                                     | Observações |
| ---------- | ----------------------------------------- | ------------------------------------------------------------ | --- |
| ⟨b⟩        | [b]                                       | Surs. baselgiaⓘ "igreja", Put. büglⓘ "poço"                  | |
| ⟨c⟩        | [k]                                       | Surs. canasterⓘ "cesta", Put. cordaⓘ "corda"                 | Antes de ⟨a⟩, ⟨o⟩, ⟨u⟩ e consoantes                                                                                                 |
| ⟨c⟩        | [ts]                                      | Surs. decemberⓘ, Vall. celebrarⓘ "celebrar"                  | Antes de ⟨e⟩ e ⟨i⟩ |
| ⟨ch⟩       | [tɕ]                                      | Put. chapütschaⓘ "chapéu", zücherⓘ "açúcar"                  | Em Putèr e Vallader |
| ⟨ch⟩       | [k]                                       | Surs. zucherⓘ "açúcar"                                       | Em Sursilvan, Sutsilvan, e Surmiran                                                                                                 |
| ⟨d⟩        | [d]                                       | Surs. dirⓘ "dentro", Put. roudaⓘ "roda"                      | |
| ⟨f⟩        | [f]                                       | Surs. filⓘ "corda", Put. föⓘ "fogo"                          | |
| ⟨g⟩        | [ɡ]                                       | Surs. gatteglⓘ "gatinho", Put. godⓘ "floresta"               | Antes de ⟨a⟩, ⟨o⟩, ⟨u⟩ e consoantes sonoras                                                                                         |
| ⟨g⟩        | [dʑ]                                      | Surs. tegiaⓘ "cabana", Put. göⓘ "jogo", saungⓘ "sangue"      | Antes de ⟨e⟩, ⟨ö⟩, ⟨i⟩ e ⟨ü⟩; o ⟨i⟩ é mudo quando seguido por outra vogal; terminado em Putèr e Vallader (geralmente dessonorizado) |
| ⟨gh⟩       | [ɡ]                                       | Surs. schenghegiarⓘ "presentear, Put. ghignaⓘ "fazer careta" | Antes de ⟨e⟩ e ⟨i⟩ (não aparece em nenhum outro lugar)                                                                              |
| ⟨gl⟩       | [ɡl]                                      | Surs. Glarunaⓘ "Glarus", Vall. glatschⓘ "gelo"               | Antes de ⟨a⟩, ⟨e⟩, ⟨o⟩, ⟨u⟩ e ⟨ö⟩                                                                                                   |
| ⟨gl⟩       | [ʎ]                                       | Surs. eglⓘ "olho", magliaⓘ "comida", Put. glüschⓘ "luz"      | Antes de ⟨i⟩, ⟨ü⟩ e final de palavra; o ⟨i⟩ é mudo quando outra vogal o segue                                                       |
| ⟨gn⟩       | [ɲ]                                       | Surs. gniervⓘ "nervo", Put. chavagnaⓘ "cesta"                | |
| ⟨h⟩        | (mudo)                                    | Surs. habitaziunⓘ "habitação", Vall. hozⓘ "hoje"             | Na maioria dos casos; veja também ⟨ch⟩, ⟨gh⟩ e ⟨sch⟩                                                                                |
| ⟨h⟩        | [h]                                       | Surs. haluncsⓘ "bandidos", Vall. hobiⓘ "passatempo"          | Em algumas interjeições e palavras emprestadas                                                                                      |
| ⟨h⟩        | [ç]                                       | Put. amihⓘ "amigo"                                           | No Putèr mais antigo |
| ⟨j⟩        | [j]                                       | Surs. jamnaⓘ "semana", Put. mujaⓘ "vaca de dois anos"        | |
| ⟨k⟩        | [k]                                       | Vall. kiloⓘ "quilograma", Vall. tockinⓘ "pecinha"            | Ocorre apenas em palavras emprestadas, exceto em Putèr e Vallader, onde também ocorre antes de ⟨i⟩ e ⟨e⟩                            |
| ⟨l⟩        | [l]                                       | Surs. levⓘ "luz", Put. mielⓘ "mel"                           | |
| ⟨m⟩        | [m]                                       | Surs. mellenⓘ "amarelo", Put. mülⓘ "toupeira"                | |
| ⟨n⟩        | [n]                                       | Surs. paunⓘ "pão", Put. puntⓘ "ponte"                        | |
| ⟨ng⟩       | [ŋ]                                       | pang "pão"                                                   | Somente em Surmiran |
| ⟨p⟩        | [p]                                       | Surs. purⓘ "fazendeiro", Put. pomⓘ "maçã"                    | |
| ⟨qu⟩       | [ku̯]                                      | Surs. quaterⓘ "quatro", Put. quintⓘ "fatura"                 | |
| ⟨r⟩        | [r] ou [ʁ]                                | Put. traisⓘ "três", sur. treisⓘ "três"                       | Pode ser alveolar ou uvular, dependendo do dialeto e do falante                                                                     |
| ⟨s⟩        | [s]                                       | Surs. suleglⓘ "sol", Put. qualchosaⓘ "algo"                  | Geralmente no início das palavras e após as consoantes; sempre em ⟨ss⟩ e sempre no final de uma palavra                             |
| ⟨s⟩        | [z]                                       | Surs. casaⓘ "casa", Put. maisaⓘ "mesa"                       | Geralmente entre vogais; às vezes após ⟨l⟩, ⟨n⟩ ou ⟨r⟩; às vezes no início de uma palavra                                           |
| ⟨s⟩        | [ʃ]                                       | Surs. scaffaⓘ "armário", Put. splerⓘ "borboleta"             | Antes de consoantes sem voz; no início de uma palavra antes de ⟨m⟩, ⟨n⟩ ou ⟨r⟩                                                      |
| ⟨s⟩        | [ʒ]                                       | Surs. sbaglⓘ "erro", Put. sdunⓘ "colher"                     | Antes de uma obstruinte sonora |
| ⟨sch⟩      | [ʃ]                                       | Surs. schavetⓘ "aborrecido", Put. schmancherⓘ "esquecer"     | Em todas as posições, não se distingue na escrita de [ʒ]                                                                            |
| ⟨sch⟩      | [ʒ]                                       | Surs. pischadaⓘ "manteiga", Put. travascherⓘ "trabalhar"     | Em todas as posições, exceto na terminação de palavras, não se distingue por escrito de [ʃ]                                         |
| ⟨s-ch⟩     | [ʃtɕ]                                     | Put. pas-chüraⓘ "pasto"                                      | Ocorre apenas em Putèr e Vallader, corresponde a ⟨stg⟩ em outros dialetos                                                           |
| ⟨t⟩        | [t]                                       | Surs. tutⓘ "tudo", Put. tuotⓘ "tudo"                         | |
| ⟨tg⟩       | [tɕ]                                      | Surs. vitgⓘ "aldeia"                                         | Antes de ⟨e⟩, ⟨i⟩; o ⟨i⟩ é mudo quando seguido por outra vogal; corresponde a ⟨ch⟩ em Putèr e Vallader                              |
| ⟨tsch⟩     | [tʃ]                                      | Surs. tschintscharⓘ "conversar", Put. tschöverⓘ "greve"      | |
| ⟨v⟩        | [v]                                       | Surs. rivaⓘ "costa", Put. verdüraⓘ "verdura"                 | |
| ⟨w⟩        | [v]                                       | pista da bowling "pista de boliche"                          | Ocorre somente em palavras estrangeiras                                                                                             |
| ⟨x⟩        | [ks]                                      | exactⓘ "exatamente"                                          | Ocorre principalmente em palavras eruditas e nomes próprios                                                                         |
| ⟨y⟩        | (Depende da pronúncia na língua original) | Vall. hockeyⓘ "hóquei"                                       | Ocorre somente em palavras estrangeiras                                                                                             |
| ⟨z⟩        | [ts]                                      | Surs. canzunⓘ "canção", Put. zopⓘ "esconderijo"              | |

| Ortografia | IPA                 | Exemplos                                                                        | Observações                                                                           |
| ---------- | ------------------- | ------------------------------------------------------------------------------- | ------------------------------------------------------------------------------------- |
| ⟨a⟩        | [a]                 | Surs. clavⓘ "chave", Put. bagnⓘ "banho"                                         | Em sílabas tônicas                                                                    |
| ⟨a⟩        | [ɐ] ou [ə]          | Surs. casaⓘ "casa", canzunⓘ "canção", Put. chanzunⓘ "canção", mellanⓘ "amarelo" | Em sílabas átonas                                                                     |
| ⟨ai⟩       | [ai̯]                | Surs. zaiⓘ "duro", Put. naivⓘ "neve"                                            |                                                                                       |
| ⟨au⟩       | [au̯]                | Surs. aurⓘ "ouro", Vall. paurⓘ "fazendeiro"                                     | Na maioria dos dialetos                                                               |
| ⟨au⟩       | [ɛ]                 | Put. maunⓘ "mão"                                                                | Em Putèr                                                                              |
| ⟨e⟩        | [ɛ]                 | sur. levⓘ "luz", Put. fnestraⓘ "janela"                                         | Em sílabas tônicas                                                                    |
| ⟨e⟩        | [e]                 | sur. tegiaⓘ "cabana", Put. allegraⓘ "saudação"                                  | Em sílabas tônicas                                                                    |
| ⟨e⟩        | [ə] ou [ɐ]          | sur. mellenⓘ "amarelo", Vall. cudeschⓘ "livro"                                  | Em sílabas átonas                                                                     |
| ⟨é⟩        | [e]                 | Surs. pérⓘ "pêra"                                                               | Normalmente, somente as palavras em que [e] contrasta com [ɛ] são escritas com acento |
| ⟨ê⟩        | [e]                 | Put. pêrⓘ "par"                                                                 | Normalmente, somente as palavras em que [e] contrasta com [ɛ] são escritas com acento |
| ⟨è⟩        | [ɛ]                 | Surs. pèrⓘ "par"                                                                | Normalmente, somente as palavras em que [e] contrasta com [ɛ] são escritas com acento |
| ⟨ei⟩       | [ɛi̯], [ai̯], ou [ɔi̯] | Surs. meisaⓘ "mesa", Put. meidiⓘ "médico"                                       | A pronúncia exata depende do dialeto                                                  |
| ⟨eu⟩       | [ɛu̯]                | Surs. jeuⓘ "eu", Vall. glieudⓘ "pessoas"                                        |                                                                                       |
| ⟨i⟩        | [i]                 | Surs. tiⓘ "tu", Put. tizcherⓘ "acender um fogo"                                 |                                                                                       |
| ⟨ï⟩        | [i]                 | Put. gïunⓘ "contrabaixo"                                                        | Marca que a vogal não forma um ditongo com a vogal seguinte                           |
| ⟨ia⟩       | [i̯a]                | Surs. fiastaⓘ "festa"                                                           |                                                                                       |
| ⟨ie⟩       | [ie̯]                | Surs. tschielⓘ "céu", Put. mielⓘ "mel"                                          |                                                                                       |
| ⟨iu⟩       | [iu̯]                | Surs. ischiuⓘ "vinagre"                                                         |                                                                                       |
| ⟨iau⟩      | [i̯au̯]               | Surs. cumiauⓘ "despedida"                                                       |                                                                                       |
| ⟨ieu⟩      | [i̯ɛu̯]               | Surs. jeuⓘ "eu"                                                                 | Também escrito ⟨jeu⟩                                                                  |
| ⟨o⟩        | [ɔ]                 | sur. combaⓘ "perna'", Put. pomⓘ "maçã",                                         |                                                                                       |
| ⟨ou⟩       | [ɔ]                 | Put. voutaⓘ "tempo"                                                             | Em Putèr                                                                              |
| ⟨ou⟩       | [o]                 | Vall. roudaⓘ "roda"                                                             | Em Vallader                                                                           |
| ⟨ou⟩       | [ou̯]                | sur. nous "nós"                                                                 | Em Surmiran                                                                           |
| ⟨u⟩        | [u]                 | sur. luvrarⓘ "trabalhar", Put. tudas-chⓘ "Alemão"                               | Dependendo da palavra e do dialeto                                                    |
| ⟨u⟩        | [o]ou [ʊ]           | sur. cudischⓘ "livro", Put. cudeschⓘ "livro"                                    | Dependendo da palavra e do dialeto                                                    |
| ⟨ua⟩       | [u̯a]                | Surs. quaterⓘ "quatro", Put. aguagliölⓘ "unha"                                  |                                                                                       |
| ⟨ue⟩       | [u̯ɛ]                | Surs. quenⓘ "fatura"                                                            |                                                                                       |
| ⟨ui⟩       | [u̯i]                | Put. quintⓘ "fatura"                                                            |                                                                                       |
| ⟨uo⟩       | [uɔ̯]                | Surs. buobⓘ "menino", Put. chamuotschⓘ "camurça"                                |                                                                                       |
| ⟨uai⟩      | [u̯ai̯]               | quai "this", Put. frequaint "frequentemente"                                    |                                                                                       |
| ⟨uei⟩      | [u̯ɛi̯]               | Surs. queiⓘ "isso"                                                              |                                                                                       |
| ⟨uau⟩      | [u̯au̯]               | Surs. uaulⓘ "floresta"                                                          |                                                                                       |
| ⟨ö⟩        | [ø]                 | Put. chaschölⓘ "queijo"                                                         | Somente em Putèr e Vallader                                                           |
| ⟨ü⟩        | [y]                 | Put. tüⓘ "tu"                                                                   | Somente em Putèr e Vallader                                                           |
| ⟨üe⟩       | [yɛ̯]                | Put. spüertaⓘ "oferecer"                                                        | Somente em Putèr e Vallader                                                           |

Legenda:
Surs. : Sursilvan
Put. : Putèr
Vall. : Vallader
Sur. : Surmiran

## Gramática
A Gramática da língua romanche não é unificada, logo, existem diferenças entre os dialetos. Os exemplos abaixo se referem ao Rumantsch Grischun, que é o dialeto criado para facilitar a comunicação entre os falantes.

### Pronomes

#### Pronomes pessoais
Os pronomes pessoais do Romanche são utilizados da seguinte forma:
|                                 | Sujeito | Sujeito (Inversão) | Objeto | Objeto  | Reflexivo | Reflexivo |
| 1ª Pessoa do singular.          | jau     | -a                 | mai    | ma (m') | mai       | ma (m')   |
| 2ª Pessoa do singular           | ti      | -                  | tai    | ta (t') | tai       | ta (t')   |
| 3ª Pessoa do singular masculina | el      | 'l                 | el     | al      | sai       | sa (s')   |
| 3ª Pessoa do singular feminina  | ella    | 'la                | ella   | la (l') | sai       | sa (s')   |
| 1ª Pessoa do plural             | nus     | -sa                | nus    | ans     | nus       | ans       |
| 2ª Pessoa do plural             | vus     | -                  | vus    | as      | vus       | as        |
| 3ª Pessoa do plural masculina   | els     | -i                 | els    | als     | sai       | sa (s')   |
| 3ª Pessoa do plural feminina    | ellas   | -i                 | ellas  | las     | sai       | sa (s')   |

#### Pronomes possessivos

##### Adjetivados
Os pronomes adjetivados do Romanche são utilizados da seguinte forma:
|                       | Masculino (singular e plural) | Feminino singular | Feminino plural |
| 1ª Pessoa do singular | mes                           | mia               | mias            |
| 2ª Pessoa do singular | tes                           | tia               | tias            |
| 3ª Pessoa do singular | ses                           | sia               | sias            |
| 1ª Pessoa do plural   | noss                          | nossa             | nossas          |
| 2ª Pessoa do plural   | voss                          | vossa             | vossas          |
| 3ª Pessoa do plural   | lur                           | lur               | lur             |

##### Substantivados
Os pronomes substantivados do Romanche são utilizados da seguinte forma:
|                       | Masculino singular | Masculino plural | Feminino singular | Feminino plural |
| 1ª Pessoa do singular | il mieu            | ils mes          | la mia            | las mias        |
| 2ª Pessoa do singular | il tieu            | ils tes          | la tia            | las tias        |
| 3ª Pessoa do singular | il sieu            | ils ses          | la sia            | las sias        |
| 1ª Pessoa do plural   | il noss            | ils noss         | la nossa          | las nossas      |
| 2ª Pessoa do plural   | il voss            | ils voss         | la vossa          | las vossas      |
| 3ª Pessoa do plural   | il lur             | ils lur          | la lur            | las lur         |

### Artigos
|           | Singular | Antes de vogal | Plural | Indefinido |
| Masculino | il       | l'             | ils    | in         |
| Feminino  | la       | l'             | las    | ina        |

#### Exemplos
Alguns exemplos de utilização dos artigos no romanche são:
- Il turist - o turista
- La turista - a turista
- L'ami - o amigo
- L'amia - a amiga
- Ils amis - os amigos
- Las amias - as amigas
- In curs - um curso
- Ina scola - uma escola

### Verbos
Os verbos terminam, no infinitivo, em –ar, -air, -er ou –ir. Há seis tempos (Presente, Imperfeito, Perfeito, Mais-que-perfeito, Futuro, Futuro II) e quatro modos (Indicativo, Conjuntivo, Condicional, Imperativo).

#### Indicativo presente
| jau | gid    | tegn    | vend    | part   |
| ti  | gidas  | tegnas  | vendas  | partas |
| el  | gida   | tegna   | venda   | parta  |
| nus | gidain | tegnain | vendain | partin |
| vus | gidais | tegnais | vendais | partis |
| els | gidan  | tegnan  | vendan  | partan |

Verbos com dupla consoante antes do final no infinitivo,  são simplificados na 1ª. Pessoa do singular (metter – jau met). 
Os verbos com terminação em  –ger, -giar, -gir, -miar, –ziar, assim como vogais terminam na 1ª pessoa do singular em –el. O mesmo ocorre com verbos cuja 1ª pessoa do singular seria expressa com dificuldade, assim como alguns outros verbos:
- Leger - jau legel
- Scuar – jau scuel
- Fugir - jau fugel
- Annunziar - jau annunziel
- Giaschair – jau giaschel

Vários verbos adquirem a sílaba –esch:
- Finir – finesch, fineschas, finescha, finin, finis, fineschan

Alguns verbos em –ar, -air e -ir mudam, na forma conjugada, a vogal do radical: 
|        | Infinitivo | 3ª Pessoa do singular | 1ª Pessoa do plural |
| u → o  | purtar     | porta                 | purtain             |
| a → ai | tadlar     | taidla                | tadlain             |
| e → ai | palesar    | palaisa               | palasain            |
| a → o  | dumandar   | dumonda               | dumandain           |
| u → au | stuppar    | staupa                | stuppain            |

Alguns verbos em –er também mudam a vogal do radical:
|        | Infinitivo | 3ª Pessoa do singular | 1ª Pessoa do plural |
| o → u  | volver     | volva                 | vulvain             |
| ai → a | baiver     | baiva                 | bavain              |
| au → u | sclauder   | sclauda               | scludain            |

#### Conjuntivo presente
| che jau | gidia  | tegnia  | vendia  | partia  |
| che ti  | gidias | tegnias | vendias | partias |
| ch'el   | gidia  | tegnia  | vendia  | partia  |
| che nus | gidian | tegnian | vendian | partian |
| che vus | gidias | tegnias | vendias | partias |
| ch'els  | gidaan | tegnian | vendian | partian |

O conjuntivo presente é sempre conjugado conforme o radical. Mas podem haver alterações, como por exemplo: 
- Purtar → che jau portia

As formas das 1ª e 3ª pessoas do singular, da 2ª pessoa do singular e 2ª pessoa do plural, assim como as 1ª e 3ª pessoas do plural são concordantes, a princípio.
O conjuntivo será – diferente das outras línguas latinas, mas como em alemão – no discurso indireto:
- El manegia che ti hajas sunà stupent.
- El aveva ditg, ch'el giaja a Svizra.

Além disso, é usado em outras línguas latinas depois de certas expressões subordinadas.

#### Imperativo
| (ti)  | gida!  | tegna!  | venda!  | parta! |
| (vus) | gidai! | tegnai! | vendai! | parti! |

As formas do imperativo da 2ª pessoa do singular são conjugadas e mostram as mesmas mudanças que o presente indicativo e conjuntivo (tadlar: taidla! – tadlai!, finir: finescha! – fini!). As formas da 2ª pessoa do plural são terminadas e mostram com os verbos em –er as mesmas alterações do indicativo presente. 
O negativo do imperativo é formado através de "na" + imperativo + "betg".
- Gida! - Ajude!
- (Na) Gida betg – Não ajude!

Nas outras pessoas, são utilizadas as formas do verbo duair (sollen):
- Els duain gidar! – Eles devem ajudar!

#### Imperfeito
| jau | gidava  | tegneva  | vendeva  | partiva  |
| ti  | gidavas | tegnevas | vendevas | partivas |
| el  | gidava  | tegneva  | vendeva  | partiva  |
| nus | gidavan | tegnevan | vendevan | partivan |
| vus | gidavas | tegnevas | vendevas | partivas |
| els | gidavan | tegnevan | vendevan | partivan |

As formas das 1ª e 3ª pessoas do singular, da 2ª pessoa do singular e 2ª pessoa do plural, assim como as 1ª e 3ª pessoas do plural são concordantes. Elas são sempre conjugadas no final (volver → vulveva; vgl. Presente). 

#### Condicional
| jau | gidass   | tegness   | vendess   | partiss   |
| ti  | gidassas | tegnessas | vendessas | partissas |
| el  | gidass   | tegness   | vendess   | partiss   |
| nus | gidassan | tegnessan | vendessan | partissan |
| vus | gidassas | tegnessas | vendessas | partissas |
| els | gidassan | tegnessan | vendessan | partissan |

As formas das 1ª e 3ª pessoas do singular, da 2ª pessoa do singular e 2ª pessoa do plural, assim como as 1ª e 3ª pessoas do plural são concordantes. Elas são sempre conjugadas no final (volver → vulveva; vgl. Presente).

#### Gerundio
| gidond | tegnend | vendend | partind |

Para formar o gerúndio, deve se substituir a desinência do infinitivo do seguinte modo:
ar - ond como em gidond
air - end como em temend
er - end como em vendend
ir - ind como em partind

#### Particípio perfeito
| singular | gidà, gidada    | tegnì, tegnida    | vendì, vendida    | partì, partida   |
| plural   | gidads, gidadas | tegnids, tegnidas | vendids, vendidas | partids, partida |

Mesmo alguns verbos regulares apresentam formas com modificações, por exemplo. avrir – avert, cuvrir – cuvert, entschaiver – entschet, metter – mess, morder – mors, suffrir – suffert, vesair – vis, volver – vieut.

#### Perfeito
| jau   | hai gidà   | hai tegnì   | hai vendì   | sun partì / partida      |
| ti    | has gidà   | has tegnì   | has vendì   | es partì / partida       |
| el    | ha gidà    | ha tegnì    | ha vendì    | è partì                  |
| ella  | ha gidà    | ha tegnì    | ha vendì    | è partida                |
| nus   | avain gidà | avain tegnì | avain vendì | essan partids / partidas |
| vus   | avais gidà | avais tegnì | avais vendì | essas partids / partidas |
| els   | han gidà   | han tegnì   | han vendì   | èn partids               |
| ellas | han gidà   | han tegnì   | han vendì   | èn partidas              |

Geralmente, o Perfeito é conjugado com o auxiliar avair (ter) e o Particípio Perfeito (s. gidar). Os seguintes verbos usam o auxiliar esser (sein):
- Verbos de Movimento: ir, fugir.
- Verbos que expressam mudança de estado: crescher, nascher.
- Verbos reflexivos: sa sbagliar, sa retrair.

#### Mais-que-perfeito
| jau | aveva gidà | aveva tegnì | aveva vendì | era partì / partida |

É construído com o imperfeito dos verbos auxiliaries esser ou avair e o Particípio Perfeito. 

#### Futuro
| jau | vegn a gidar   | vegn a tegnair   | vegn a vender   | vegn a partir   |
| ti  | vegns a gidar  | vegns a tegnair  | vegns a vender  | vegns a partir  |
| el  | vegn a gidar   | vegn a tegnair   | vegn a vender   | vegn a partir   |
| nus | vegnin a gidar | vegnin a tegnair | vegnin a vender | vegnin a partir |
| vus | vegnis a gidar | vegnis a tegnair | vegnis a vender | vegnis a partir |
| els | vegnan a gidar | vegnan a tegnair | vegnan a vender | vegnan a partir |

O Futuro é construído com o verbo auxiliar vegnir + a (antes de vogal: ad) + Infinitivo. 

#### Futuro II
| jau | vegn ad avair gidà | vegn ad avair tegnì | vegn ad avair vendì | vegn ad esser partì / partida |

O Futuro II é formado com o verbo auxiliar vegnir + ad + Infinitivo do auxiliar avair ou esser + Particípio Perfeito do verbo principal. 

#### Passivo
O Passivo é formado pelo verbo auxiliar vegnir e a forma flexionada do Particípio Perfeito:
jau vegn elegì / elegida – eu fui eleito.

#### Verbos reflexivos
Os pronomes reflexivos situam-se sempre antes do verbo:
| Infinitivo | 1ª Pessoa do singular no presente | Imperativo Singular |
| sa lavar   | jau ma ferm                       | ta ferma!           |
| s'occupar  | jau m'occup                       | t'occup!            |

#### Exemplos de verbos irregulares
Alguns exemplos da utilização de verbos irregulares no romanche são:
- Esser – ser
- Avair – ter
- Vegnir – vir, tornar-se
- Duair – dever, ter a obrigação de
- Pudair – poder
- Savair – saber
- Dir – dizer
- Stuair – dever, ser obrigado a
- Vulair – querer
- Far – fazer
- Star – estar
- Trair – tirar
- Ir
- Dar
- Fugir

### Sentença

#### Ordem da frase
A ordem padrão da frase assim como na maioria das língua neolatinas é sujeito-verbo-complemento. Mas provavelmente pela influência do alemão, caso a sentença inicie com um advérbio, a posição do sujeito e do verbo muda, mas os pronomes pessoais continuam sendo ligados ao verbo. 

#### Perguntas
Em frases interrogativas, a posição do sujeito e verbo obrigatoriamente muda, seguindo as regras de inversão normais da língua. 

#### Exemplos
Alguns exemplos da ordem das frases no romanche são:
- Uschia pon els (ou poni) vegnir. – Então eles podem vir.
- Pertgè na vegnis vus betg? – Por que eles não vêm?

## Vocabulário

### Frases comuns em romanche
Allegra - Olá
Co vai? - Como vai?
Fa plaschair - Prazer em conhecê-lo(a)
Bun di - Bom dia
Buna saira - Boa tarde/noite (quando se chega)
Buna notg - Boa noite (despedida)
A revair - Adeus, tchau
A pli tard - Até mais
I ma displascha - Desculpe-me
Perdunai - Dá licença
Per plaschair - Por favor
Grazia fitg - Muito obrigado
Anzi - De nada
Gratulazions - Parabéns
Bun cletg - Boa sorte
Ils quants è oz? - Que dia é hoje?
Quants onns has ti? - Quantos anos você tem?

### Exemplos de textos em romanche

#### Pai Nosso(Bab nos)
| Romanche | Latim | Português |
| --- | --- | --- |
| Bab nos, ti che eis en tschiel sogns vegni fatgs tiu num. Tiu reginavel vegni neutier. Tia veglia daventi sin tiara sco en tschiel. Nies paun de mintga gi dai a nus oz. E perduna a nus nos puccaus, sco era nus perdunein a nos culponts. E meina nus bec en empruament, mo spendra nus dal mal. Pertgei tes ein il reinavel e la pussonza e la gliergia a semper. | Pater noster, qui es in cælis sanctificetur nomen tuum. Adveniat regnum tuum. Fiat voluntas tua sicut in cælo et in terra Panem nostrum quotidianum da nobis hodie. Et dimitte nobis debita nostra, sicut et nos dimittimus debitoribus nostris. Et ne nos inducas in temptationem; sed libera nos a malo. Cur tuum regnum est potestatis et gloriam semper. Amen. | Pai Nosso, que estais nos Céus, Santificado seja o Vosso nome. Venha a nós o Vosso reino, Seja feita a Vossa vontade Assim na Terra como no Céu. O pão nosso de cada dia nos dai hoje. Perdoai-nos as nossas ofensas Assim como nós perdoamos a quem nos tem ofendido E não nos deixeis cair em tentação Mas livrai-nos do mal. (Porque teu é o reino, o poder e glória para sempre) Amém. |

#### A raposa e o corvo
Abaixo há um trecho da fábula "A raposa e o corvo" de Esopo, com versão francesa de Jean de La Fontaine, traduzido para dialetos naturais do romanche, e para o Rumantsch Grischun, além do Português.
| Rumantsch Grischun audioⓘ | Sursilvan audioⓘ | Sutsilvan | Surmiran |
| --- | --- | --- | --- |
| La vulp era puspè ina giada fomentada. Qua ha ella vis sin in pign in corv che tegneva in toc chaschiel en ses pichel. Quai ma gustass, ha ella pensà, ed ha clamà al corv: «Tge bel che ti es! Sche tes chant è uschè bel sco tia parita, lur es ti il pli bel utschè da tuts». | L'uolp era puspei inagada fomentada. Cheu ha ella viu sin in pegn in tgaper che teneva in toc caschiel en siu bec. Quei gustass a mi, ha ella tertgau, ed ha clamau al tgaper: «Tgei bi che ti eis! Sche tiu cant ei aschi bials sco tia cumparsa, lu eis ti il pli bi utschi da tuts». | La gualp eara puspe egn'eada fumantada. Qua â ella vieu sen egn pegn egn corv ca taneva egn toc caschiel ainten sieus pecel. Quegl gustass a mei, â ella tartgieu, ed ha clamo agli corv: «Tge beal ca tei es! Scha tieus tgànt e aschi beal sco tia pareta, alura es tei igl ple beal utschi da tuts». | La golp era puspe eneda famantada. Co ò ella via sen en pegn en corv tgi tigniva en toc caschiel an sies pecal. Chegl am gustess, ò ella panso, ed ò clamo agl corv: «Tge bel tgi te ist! Schi ties cant è schi bel scu tia parentscha, alloura ist te igl pi bel utschel da tots». |

| Putèr audioⓘ | Vallader audioⓘ | Jauer | Tradução |
| --- | --- | --- | --- |
| La vuolp d’eira darcho üna vouta famanteda. Co ho'la vis sün ün pin ün corv chi tgnaiva ün töch chaschöl in sieu pical. Que am gustess, ho'la penso, ed ho clamo al corv: «Che bel cha tü est! Scha tieu chaunt es uschè bel scu tia apparentscha, alura est tü il pü bel utschè da tuots». | La vuolp d'eira darcheu üna jada fomantada. Qua ha'la vis sün ün pin ün corv chi tgnaiva ün toc chaschöl in seis pical. Quai am gustess, ha'la pensà, ed ha clomà al corv: «Che bel cha tü est! Scha teis chant es uschè bel sco tia apparentscha, lura est tü il plü bel utschè da tuots». | La uolp d’era darchiau üna jada fomantada. Qua ha’la vis sün ün pin ün corv chi tegnea ün toc chaschöl in ses pical. Quai ma gustess, ha’la s’impissà, ed ha clomà al corv: «Cha bel cha tü esch! Scha tes chaunt es ischè bel sco tia apparentscha, lura esch tü il pü bel utschè da tots». | A raposa teve mais uma vez fome. Ela viu um corvo em cima de uma árvore de abeto com um queijo no bico. "Eu gostaria", pensou, e gritou para o corvo: "Tu és tão bonito! Se o teu canto é tão belo como sua aparência então tu és o mais lindo de todos os pássaros". |

## Menções em olimpíadas de linguística
O Romanche foi citado na IOL de 2010, mais especificamente no quinto problema, que possuía uma tabela incompleta de tradução de palavras entre o Sursilvan, um dialeto Engadino (não identificado) e a língua da prova (escolhida pelo candidato). O objetivo dos estudantes era completar a tabela além de traduzir e identificar palavras não presentes nela.